# سیوه پلر هوپک
سیوِه-پَلَر-هوپَّک، فرزند شیروکدوه و خواهرش، فرمانروای بزرگ (سوکَّل مَخ) سلسلهٔ اِپَرتی، سومین سلسلهٔ ایلام کهن بود.

## دوران پیش از حکومت
سیوِه پَلَر هوپَّک، در زمان فرمانروایی شیروکدوه (سیرکتوه اول) و پس از فوت مادر ستوده (حاکم شوش)، مقام حاکم شوش (در زبان ایلامی هل منیک به معنای حاکم سرزمین) را دریافت کرد. سپس در زمان حکومت سیموت- وَرتَش (برادر شیروکدوه)، سیوِه پَلَر هوپَّک نایب‌السلطنهٔ حکومت اِپَرت شد.

## حکومت
سیوِه پَلَر هوپَّک در حدود سال ۱۷۶۸ ق. م، طبق قانون جانشین سیموت-وَرتَش شد و مقام «سوکَّل مَخ» را دریافت کرد و تا حدود ۱۷۴۵ ق. م حکومتش ادامه یافت.

## نبرد با بابل
دوران حکومت سیوِه پَلَر هوپَّک، همزمان با حکومت حمورابی در بابل بود. آرشیوهای شاهی ماری نشان می‌دهند که شاهان بین‌النهرینی بزرگی همچون زیمری لیم و حمورابی، سیوِه پَلَر هوپَّک را پدر خطاب می‌کردند و این درحالی بوده‌است که به یکدیگر برادر می‌گفتند، همهٔ این‌ها نشان‌دهنده قدرتمندی سیوِه پَلَر هوپَّک در آن زمان بود؛ اما با این وجود سیوِه پَلَر هوپَّک در جنگ با پادشاه بابل (حمورابی)، شکست خورد.

### متحدان در نبرد با بابل
متحدان وی در نبرد با حمورابی عبارت بودند از:
زیمری لیم حاکم ماری، تمدن اِشنونا، ملکه ناوار (در منطقهٔ گوتی)، پادشاه مالگیوم (در بخش جنوبی مصب رود دجله و دیاله) و پادشاه سوباریان در آشور.

## اسناد
از سیوِه پَلَر هوپَّک، سنگ‌نبشته‌ای به جامانده، که متنی ایلامی مربوط به هزاره میان ۲۲۵۰/۱۲۸۰ ق. م است و این تنها متنی است که در آن فرمانروای بزرگ (سوکّل مخ) از خود به عنوان «حکمران ایلام» یاد می‌کند و جالب است که، اصطلاحاتی که در این لوحه ایلامی به کار برده شده‌است؛ به مدت ۶۰۰ سال مورد استفاده قرار نمی‌گیرند و سپس در زمانی که دوباره مورد استفاده قرار می‌گیرند، به نحو بارزی کوچکترین تغییری از نظر زبان‌شناسی در آن‌ها راه نمی‌یابد.

## مرگ
سیوِه پَلَر هوپَّک، در حدود ۱۷۴۵ ق. م درگذشت و برادرش (کودو زولوش) به حکومت رسید.